# Обществен враг (филм, 1931)
„Обществен враг“ (на английски: The Public Enemy) е американски криминален игрален филм, излязъл по екраните през 1931 година, режисиран от Уилям Уелман с участието на Джеймс Кагни в главната роля.

## Сюжет
Том и Мат, двама тийнейджъри от Южната страна Чикаго от ирландски приозход, работят като търговци на крадени стоки. Постепенно те преминават към грабежи, в един от които е убит полицай. Скоро в Америка приемат „сухия режим“ и те започват да се занимават с незаконни доставки на алкохол. Те забогатяват и живеят в апартаменти с Мами и Кити, две прекрасни блондинки, а убийствата се превръщат в ежедневна и обичайна работа за тях. Но късметът не трае вечно...

## В ролите
| Актьор              | Роля         |
| ------------------- | ------------ |
| Джеймс Кагни        | Том Пауърс   |
| Джийн Харлоу        | Гуен Алън    |
| Едуард Уудс         | Мат Дойл     |
| Доналд Кук          | Майк Пауърс  |
| Джоан Блондел       | Мами         |
| Лесли Фентън        | Найлс Нейтън |
| Берил Мърсър        | Ма Пауърс    |
| Робърт Емет О'Конър | Пади Райън   |
| Мъри Кинел          | Пети Ноуз    |
| Мей Кларк           | Кити         |

## Награди и Номинации
Филмът е поставен от Американския филмов институт в някои категории както следва:
- АФИ 10-те топ 10 – #8 Гангстерски
- АФИ 100 години... 100 герои и злодеи – Том Пауърс – злодеи #42

- През 1998 година, филмът е избран като културно наследство за опазване в Националния филмов регистър към Библиотеката на Конгреса на САЩ.